# Campionati europei juniores di atletica leggera 1993
Il XII Campionato europeo juniores di atletica leggera si è disputato a San Sebastián, in Spagna, dal 29 luglio al 1º agosto 1993.

## Risultati
I risultati del campionato sono stati:

### Uomini
| Specialità                 | Oro                                                          | Prestazione | Argento                                                                     | Prestazione | Bronzo                                                                            | Prestazione |
| Corse piane                |                                                              |             |                                                                             |             |                                                                                   |             |
| 100 metri                  | Danny Joyce Regno Unito                                      | 10"63       | Rafael Gruszecki Germania                                                   | 10"64       | Ejike Wodu Regno Unito                                                            | 10"77       |
| 200 metri (vento: 2,2 m/s) | Andrea Colombo Italia                                        | 21"14       | Joakim Öhman Svezia                                                         | 21"14       | Maurizio Checcucci Italia                                                         | 21"24       |
| 400 metri                  | Guy Bullock Regno Unito                                      | 46"13       | Rikard Rasmusson Svezia                                                     | 46"84       | Valentin Kulbatskiy Ucraina                                                       | 46"88       |
| 800 metri                  | Andrzej Zahorski Polonia                                     | 1'53"49     | Vladimir Gorelyov Russia                                                    | 1'53"81     | David Matthews Irlanda                                                            | 1'54"00     |
| 1.500 metri                | Reyes Estévez Spagna                                         | 3'45"00     | Javier Rodríguez Spagna                                                     | 3'46"33     | Massimo Pegoretti Italia                                                          | 3'47"07     |
| 5.000 metri                | Vener Kashayev Russia                                        | 13'54"32    | Mounir Khelil Francia                                                       | 14'08"47    | Arnaud Crepieux Francia                                                           | 14'10"71    |
| 10.000 metri               | Ricardo Fernández Spagna                                     | 29'37"75    | Valeriy Kuzman Russia                                                       | 29'40"00    | Aleksey Sobolev Russia                                                            | 29'41"68    |
| Corse a ostacoli           |                                                              |             |                                                                             |             |                                                                                   |             |
| 110 metri ostacoli         | Robin Korving Paesi Bassi                                    | 13"85       | Tibor Bédi Ungheria                                                         | 14"06       | Frank Busemann Germania                                                           | 14"21       |
| 400 metri ostacoli         | Carlos Silva Portogallo                                      | 50"27       | Francesco Ricci Italia                                                      | 51"04       | Noel Levy Regno Unito                                                             | 51"47       |
| 3000 metri siepi           | Adam Dobrzyński Polonia                                      | 8'44"71     | Stefano Ciallella Italia                                                    | 8'51"46     | Pascal Garin Francia                                                              | 8'52"68     |
| Corse su strada            |                                                              |             |                                                                             |             |                                                                                   |             |
| 10 km marcia               | Michele Didoni Italia                                        | 40'05"62    | Dmitriy Yesipchuk Russia                                                    | 40'26"08    | Heiko Valentin Germania                                                           | 40'37"78    |
| Staffette                  |                                                              |             |                                                                             |             |                                                                                   |             |
| Staffetta 4x100 m          | Regno Unito Allyn Condon Danny Joyce Paul Bolton Ejike Wodu  | 40"01       | Francia Guillaume Pihery Olivier Arnaud Christoph Colombo Needy Guims       | 40"03       | Ucraina Vitaly Seniv Valentin Kulbatskiy Vyacheslav Kabanov Kostyantyn Rurak      | 40"21       |
| Staffetta 4x400 m          | Regno Unito Nick Budden Allyn Condon Paul Slythe Guy Bullock | 3'07"39     | Germania Ulrich Schnorrenberger Axel Weyhing Jens Dautzenberg Marco Seidler | 3'08"39     | Polonia Marcin Trelka Przemysław Sznurkowski Krzysztof Mehlich Piotr Rysiukiewicz | 3'08"75     |
| Salti                      |                                                              |             |                                                                             |             |                                                                                   |             |
| Salto in alto              | Aleksandr Zhuravlyov Ucraina                                 | 2,21 m      | Vyacheslav Voronin Russia                                                   | 2,18 m      | Tomáš Janků Rep. Ceca                                                             | 2,18 m      |
| Salto con l'asta           | Khalid Lachheb Francia                                       | 5,40 m      | Taoufik Lachheb Francia                                                     | 5,35 m      | Viktor Chistyakov Russia                                                          | 5,35 m      |
| Salto in lungo             | Carl Howard Regno Unito                                      | 7,76 m      | Kenneth Kastrén Finlandia                                                   | 7,61 m      | Yassin Guellet Belgio                                                             | 7,59 m      |
| Salto triplo               | Paolo Camossi Italia                                         | 16,41 m     | Rostislav Dimitrov Bulgaria                                                 | 16,35 m     | Larry Achike Regno Unito                                                          | 16,31 m     |
| Lanci                      |                                                              |             |                                                                             |             |                                                                                   |             |
| Getto del peso             | Manuel Martínez Gutiérrez Spagna                             | 19,02 m     | Elias Louka Cipro                                                           | 18,48 m     | Arsi Harju Finlandia                                                              | 17,82 m     |
| Lancio del disco           | Leanid Čaraŭko Bielorussia                                   | 54,98 m     | Timo Sinervo Finlandia                                                      | 54,30 m     | Mika Loikkanen Finlandia                                                          | 54,26 m     |
| Lancio del martello        | Vadim Burakov Bielorussia                                    | 67,16 m     | Sergej Kočetkov Ucraina                                                     | 66,04 m     | Vadim Khersontsev Russia                                                          | 65,44 m     |
| Lancio del giavellotto     | Dimítrios Polymerou Grecia                                   | 72,80 m     | Matti Närhi Finlandia                                                       | 71,74 m     | Jörg Tobisch Germania                                                             | 70,24 m     |
| Prove multiple             |                                                              |             |                                                                             |             |                                                                                   |             |
| Decathlon                  | Christer Holger Svezia                                       | 7534 p.     | Jan Poděbradský Rep. Ceca                                                   | 7396 p.     | Stefan Vogt Germania                                                              | 7338 p.     |

### Donne
| Specialità             | Oro                                                                      | Prestazione | Argento                                                                            | Prestazione | Bronzo                                                                 | Prestazione |
| Corse piane            |                                                                          |             |                                                                                    |             |                                                                        |             |
| 100 metri              | Hana Benešová Rep. Ceca                                                  | 11"56       | Katharine Merry Regno Unito                                                        | 11"58       | Oksana Dyachenko Russia                                                | 11"66       |
| 200 metri              | Katharine Merry Regno Unito                                              | 23"35       | Hana Benešová Rep. Ceca                                                            | 23"53       | Sophia Smith Regno Unito                                               | 23"63       |
| 400 metri              | Maria Magdalena Nedelcu Romania                                          | 52"24       | Lucie Rangassamy Francia                                                           | 53"16       | Sandra Kuschmann Germania                                              | 53"17       |
| 800 metri              | Ludmila Formanová Rep. Ceca                                              | 2'06"88     | Tytti Reho Finlandia                                                               | 2'08"11     | Emilie Neveu Francia                                                   | 2'08"13     |
| 1.500 metri            | Marta Domínguez Spagna                                                   | 4'17"26     | Elena Cosoveanu Romania                                                            | 4'17"53     | Anne Bruns Germania                                                    | 4'20"02     |
| 3.000 metri            | Gabriela Szabó Romania                                                   | 8'50"97     | Annemari Sandell Finlandia                                                         | 8'51"22     | Denisa Costescu Romania                                                | 9'13"03     |
| 5.000 metri            | Susana Feitór Portogallo                                                 | 21'21"80    | Natalya Trofimova Russia                                                           | 21'39"75    | Irina Stankina Russia                                                  | 21'49"65    |
| 10.000 metri           | Patrizia Ritondo Italia                                                  | 34'26"06    | Filiya Shemeyeva Russia                                                            | 34'27"13    | Lyudmila Biktasheva Russia                                             | 34'28"04    |
| Corse a ostacoli       |                                                                          |             |                                                                                    |             |                                                                        |             |
| 100 metri ostacoli     | Diane Allahgreen Regno Unito                                             | 13"42       | Katja Fust Germania                                                                | 13"55       | Sophie Marrot Francia                                                  | 13"69       |
| 400 metri ostacoli     | Ionela Tîrlea Romania                                                    | 56"43       | Anita Oppong Germania                                                              | 57"90       | Lana Jekabsone Lettonia                                                | 58"07       |
| Staffette              |                                                                          |             |                                                                                    |             |                                                                        |             |
| Staffetta 4x100 m      | Regno Unito Diane Allahgreen Katharine Merry Sophia Smith Debbie Mant    | 44"31       | Francia Sylvie Jalinier Gwenolee Helbert Delphine Combe Sylviane Félix             | 44"38       | Germania Sandra Roos Birgit Brodbeck Carmen Bertmaring Gabriele Becker | 44"60       |
| Staffetta 4x400 m      | Germania Susanne Merkel Andrea Bornscheuer Anita Oppong Sandra Kuschmann | 3'33"91     | Russia Tatyana Borisova Yekaterina Struzhkina Yekaterina Leshchova Yuliya Zvyagina | 3'39"76     | Francia Marie Gagneur Xavier Dufourt Mona Lahouassa Lucie Rangassamy   | 3'41"53     |
| Salti                  |                                                                          |             |                                                                                    |             |                                                                        |             |
| Salto in alto          | Sabrina De Leeuw Belgio                                                  | 1,89 m      | Desislava Aleksandrova Bulgaria                                                    | 1,89 m      | Natalya Shimon Ucraina                                                 | 1,86 m      |
| Salto in lungo         | Erica Johansson Svezia                                                   | 6,56 m      | Olga Rublyova Russia                                                               | 6,44 m      | Cristina Nicolau Romania                                               | 6,44 m      |
| Salto triplo           | Yelena Lysak Russia                                                      | 13,86 m     | Natalya Klimovets Bielorussia                                                      | 13,65 m     | Irina Melnikova Russia                                                 | 13,53 m     |
| Lanci                  |                                                                          |             |                                                                                    |             |                                                                        |             |
| Getto del peso         | Marika Tuliniemi Finlandia                                               | 17,93 m     | Nadine Kleinert Germania                                                           | 17,07 m     | Corrie de Bruin Paesi Bassi                                            | 16,76 m     |
| Lancio del disco       | Corrie de Bruin Paesi Bassi                                              | 55,30 m     | Viktoriya Boyko Ucraina                                                            | 53,14 m     | Lyudmila Starovoytova Bielorussia                                      | 52,02 m     |
| Lancio del giavellotto | Mikaela Ingberg Finlandia                                                | 56,64 m     | Kirsty Morrison Regno Unito                                                        | 55,92 m     | Ewa Rybak Polonia                                                      | 54,80 m     |
| Prove multiple         |                                                                          |             |                                                                                    |             |                                                                        |             |
| Eptathlon              | Kathleen Gutjahr Germania                                                | 5650 p.     | Karin Specht Germania                                                              | 5548 p.     | Lyudmila Mashchenko Russia                                             | 5432 p.     |

## Medagliere
Legenda
     Paese ospitante
| Posizione | Paese       | Oro | Argento | Bronzo | Totale |
| --------- | ----------- | --- | ------- | ------ | ------ |
| 1         | Regno Unito | 8   | 1       | 4      | 13     |
| 2         | Italia      | 4   | 2       | 2      | 8      |
| 3         | Spagna      | 4   | 1       | 0      | 5      |
| 4         | Romania     | 3   | 1       | 2      | 6      |
| 5         | Russia      | 2   | 8       | 6      | 16     |
| 6         | Germania    | 2   | 7       | 7      | 16     |
| 7         | Finlandia   | 2   | 5       | 2      | 9      |
| 8         | Rep. Ceca   | 2   | 2       | 1      | 5      |
| 9         | Svezia      | 2   | 2       | 0      | 4      |
| 10        | Bielorussia | 2   | 1       | 1      | 4      |
| 11        | Paesi Bassi | 2   | 0       | 1      | 3      |
| 12        | Polonia     | 2   | 0       | 2      | 4      |
| 13        | Portogallo  | 2   | 0       | 0      | 2      |
| 14        | Francia     | 1   | 5       | 5      | 11     |
| 15        | Ucraina     | 1   | 2       | 3      | 6      |
| 16        | Belgio      | 1   | 0       | 1      | 2      |
| 17        | Grecia      | 1   | 0       | 0      | 1      |
| 18        | Bulgaria    | 0   | 2       | 0      | 2      |
| 19        | Cipro       | 0   | 1       | 0      | 1      |
| 19        | Ungheria    | 0   | 1       | 0      | 1      |
| 21        | Irlanda     | 0   | 0       | 1      | 1      |
| 21        | Lettonia    | 0   | 0       | 1      | 1      |
| Totale    | Totale      | 41  | 41      | 41     | 123    |